# С приветом по планетам
«С приветом по планетам» (англ. Wander Over Yonder) — американский мультсериал производства Disney Television Animation для Disney Channel.
Создатель шоу — Крейг Маккрекен, раньше создавший мультсериалы «Суперкрошки» (который получил премию Эмми) и «Фостер: Дом для друзей из мира фантазий». Его жена и помощница Лорен Фауст («Дружба — это чудо») выступила в качестве сопродюсера. Это первый мультсериал Маккрекена, показанный на Cartoon Network, и первый его мультсериал, созданный в студии Диснея на Nickelodeon.
Предварительный показ мультсериала состоялся на Комик-коне в 2012 году.
Премьера первого сезона состоялась 16 августа 2013 года на Disney Channel, второго — 5 августа 2015 года. 5 марта 2016 Крейг Маккрекен объявил, что сериал не был продлён на третий сезон. Последний эпизод под названием «Конец Галактики» был показан 27 июня 2016 года.
Вскоре после объявления о закрытии мультсериала фанаты начали кампанию #SaveWOY (#СпасёмСППП), чтобы убедить Disney изменить своё решение. Основной причиной движения стал тот факт, что создатели шоу изначально планировали три сезона с логической концовкой. Таким образом, история оказалась незаконченной. При этом решение об отмене мультсериала было принято руководством канала ещё до премьеры второго сезона. Основной площадкой деятельности кампании был Tumblr и петиция.

## Сюжет
Сериал повествует о весёлом путешественнике по имени Тут-и-Там (англ. Wander) и его подруге (и скакуне) Сильвии, путешествующих с одной планеты на другую, чтобы помогать всему живому, веселиться и жить свободно, противостоя злому Лорду Злыдню (англ. Lord Hater) и его армии Дозоров, которой также управляет командующий Гляделкинс (англ. Commander Peepers).
Во втором сезоне появляется новый злодей — Лорд Доминатор, с которым вместе борются Тут-и-Там и Лорд Злыдень.

## Персонажи

### Главные герои
- Тут-и-Там (англ. Wander) — главный герой сериала, небольшой гуманоид, покрытый оранжевой шерстью. Тут-и-Там всегда готов подружиться с кем угодно и помочь любому; эта его привычка порой чрезвычайно раздражает окружающих (которые не всегда считают помощь Тут-и-Тама уместной), но в итоге всегда приводит к благополучному исходу. Он не может прожить ни дня, не оказав кому-нибудь помощь. Тут-и-Там твёрдо верит, что «Враг — это просто друг, с которым ты ещё не подружился», и считает Лорда Злыдня своим приятелем (к глубокому неудовольствию последнего). С серии «Злее Злыдня» («The Greater Hater») Тут-и-Там вскользь упоминает, что это не его настоящее имя. Позже, в серии «Трата Времени» («The Waste of Time») узнаётся, что в каждой новой Галактике он выбирает себе имя, и везде он известен под разными именами, что объясняет ранее всегда используемую им фразу «Folks call me Wander» («Люди зовут меня Тут-и-Там»), хотя обычно англоязычные люди говорят «My name is …» (в русском языке мы говорим «Меня зовут …», поэтому этот приём не перевёлся с должным смыслом). Благодаря своей изобретательности и удачливости всегда способен повернуть обстоятельства в свою пользу. Порой выглядит глупым и наивным, но, по словам создателя Крейга Маккракена, «ни в коем случае не наивен». Имеет огромный клад философских знаний, считает, что злыми являются те, кому нанесли душевные раны, и пытается их залечить. В редких случаях бывает очень серьёзным, собранным и компетентным. В серии «Бездумный шляпник» («The Bad Hatter») Тут-и-Там признаётся, что был вынужден украсть свою шляпу у двух поссорившихся из-за неё друзей. Это случилось в разгар Галактической Гражданской войны, начатой этими самыми друзьями. В конце 2-го сезона после победы над Доминатором он с Сильвией отправился исследовать другие галактики.
- Сильвия (англ. Sylvia) — зборнак-скакун и лучшая подруга Тут-и-Тама, путешествующая с ним по всему свету. Сильвия очень любит своего друга и всегда готова спасти его из любых нелепых ситуаций. Является прямым примером того, что Тут-и-Там способен менять кого-то к лучшему — в прошлом она была не наилучшей персоной. Любит газированный напиток «Громоблаз», пироги с медузами и «почесать кулаки». В конце 2-го сезона после победы над Доминатором она с Тут-и-Тамом отправилась исследовать другие галактики.

### Злодеи
- Лорд Злыдень (англ. Lord Hater) — главный антагонист первого сезона сериала. Мечтает стать покорителем всей галактики. Его способности — это электрокинез, левитация, телепортация, телекинез, создание силовых полей, стойкость к перепаду температур, сверхскорость и сверхсила. Лорд — скелет, одетый в тёмный чёрно-красный костюм. Носит жёлтые перчатки с острыми краями. На черепе есть жёлтые молнии, являющиеся частью анатомии. Беспощадный, жадный, эгоистичный, злой и жестокий диктатор, который в теории способен захватить всю Галактику. Однако из-за озорного Тут-и-Тама и своей наивности, а также безответственности, он вечно терпит провалы, не может прогрессировать свою могущественную империю и вляпывается в нелепые и смешные ситуации. За последнее другие злодеи его часто недооценивают. Тем не менее, в редкие моменты, когда Злыдень действительно разъярен до крайности, он превосходит силами любого другого злодея сериала (в одиночку противостоял космическому буру, способному уничтожить планету). Очень зол и опасен. В Галактическом Рейтинге Злодеев его место постоянно менялось: до появления Тут-и-Тама он был на 1-м месте, а во 2-м сезоне он временами был на 29-м, 34-м, последнем, 45-м, 10-м (затем скатился на 11-е), 3-м и опять на 2-м местах. Влюбился в Лорда Доминатора, несмотря на то, что та его презирает. В серии «Мой прекрасный Злыдень» он осознал это и сам возненавидел её, а в финале 2-го сезона окончательно её сокрушил. Имеет космический корабль в виде черепа, богатый оружейный арсенал, питомца — космического паука Капитана Тима, и прочие атрибуты стереотипного злодея.
- Командующий Гляделкинс (англ. Commander Peepers) — Командующий армией Дозоров, а также правая рука Лорда Злыдня. Внешне почти ни чем не отличается от Дозоров, кроме более высокого украшения-молнии на шлеме. Более компетентен, умён и прагматичен, чем сам Злыдень, не считает Тут-и-Тама серьёзной угрозой и временами спорит с Лордом Злыднем по поводу этого. Командир Гляделкинс чрезвычайно лоялен и всегда действует только во благо Лорда Злыдня. Начиная со второго сезона иногда пытается свергнуть Злыдня и собственноручно захватить Вселенную, но в основном всё так же остаётся верен своему боссу. Накачен, как было показано в «Друзья» и в «Грандиозное сражение», он имеет очень спортивное телосложение. В серии «Мой прекрасный Злыдень» объединяется со своим врагом Сильвией для спасения Тут-и-Тама и Лорда Злыдня. Несмотря на высокий интеллект и тактичность, по жизни он является физически слабым, надоедливым, одержимым истериком, который недооценивает главного врага Тут-и-Тама. Из-за чрезвычайной импульсивности Лорда Злыдня часто командует вместо него. Также придумывает стратегии и имеет не последнее место в захвате планет.
- Дозоры (англ. Watchdogs) — рядовые солдаты, слуги Лорда Злыдня, которых, тем не менее, легко может победить Сильвия при помощи своей физической силы. Выглядят как маленькие гуманоиды с огромным глазным яблоком на месте головы. Носят чёрную униформу и шлемы с навершием в виде молнии. Играют роль рядовых солдат; храбры, лояльны, но не слишком сообразительны и легко отвлекаются от поставленной задачи. При адекватном командовании — обычно осуществляемом командиром Гляделкинсом — могут быть чрезвычайно эффективной военной силой. Судя по всему, дозоры уникальны и лишь создают впечатление одинаковой массовки, тогда как на деле просто относятся к одной расе: имеют разные силу, характеры, тем не менее в большей части серий это незаметно. Ниже представлены наиболее выделяющиеся дозоры.
- Уэсли (англ. Westley) — самый маленький Дозор. Появился в серии «Маленький воин». Из-за низкого роста его собратья вечно над ним смеялись. Главной мечтой Уэсли было лично познакомиться с Лордом Злыднем и он был готов на всё ради этого. Когда он с несколькими Дозорами отправился на охоту на Тут-и-Тама и Сильвию, он отбился от отряда во время отступления. Ему удалось найти главных героев и последние поддавались ему (это была идея Тут-и-Тама). В конце он передал их своему повелителю, однако благодаря тому, что Уэсли постепенно подружился с Тут-и-Тамом и Сильвией, он помог им сбежать, подстроив их побег, а сам сделал вид, будто он хотел их задержать, а также подстроил собственную гибель, чтобы предводители империи ничего не заподозрили. Теперь он беззаботно бродит на воле. Также появился в серии «Подарок».
- Лось (англ. Moose) — рядовой Дозор. Физически самый сильный в армии. Появлялся в сериях «Маленький воин» и «Вечеринка».
- Берри (англ. Barry) — Дозор, у которого был день рождения в серии «Ковбой». Ему исполнилось 30 лет.
- Тэд (англ. Ted) — Дозор, который вытеснил лорда Злыдня из первой десятки Галактического Рейтинга Злодеев в серии «Это».
- Энди (англ. Andy) — Дозор, ведущий шоу «Корабль-череп: взгляд изнутри» и отчаянно пытавшийся добиться интервью с Лордом Злыднем. Командующий Гляделкинс запретил Энди снимать это шоу, но остальные Дозоры взбунтовались и вынудили Гляделкинса возобновить его. Появлялся в серии «Корабль-череп: взгляд изнутри».
- Джерри (англ. Jerry) — Дозор, отправленный на корабль Лорда Доминатора в серии «Соперник», так и оставшийся там.
- Император Круто (англ. Emperor Awesome) — Гуманоид с головой акулы, отличающийся эксцентричным (подчас мелочным и завистливым) характером и повадками звезды эстрады. Устраиваемые им вечеринки и концерты в буквальном смысле разрушают планеты (мощность звуков столь велика, что они разрушают поверхности планет); соперничает с Лордом Злыднем за власть над Галактикой. Хотя Император Круто является второстепенным антагонистом мультсериала, он обычно находится в довольно ровных отношениях с Тут-и-Тамом и испытывает явную (одностороннюю) симпатию к Сильвии. Имеет космический корабль в виде лимузина, боевого динозавра и двух белых тигров. В Галактическом Рейтинге Злодеев временами был на 10-м, 11-м, опять на 10-м, 12-м, 2-м и 8-м местах. В конце концов не выдержал конкуренции с Лордом Доминатором и подчинился ей.
- Кулачки (англ. Fist Fighters) — рядовые солдаты Императора Круто. Небольшие гуманоиды с кулаками вместо головы. Превосходят Дозоров в рукопашной, но также не слишком сообразительны.
- Сэр Брэд Лучезарный (англ. Sir Brad Starlight) — самопровозглашенный сэр, злодей, полагающий себя героем. Постоянно находится в плену героических и романтических иллюзий и совершенно не желает видеть, как они соотносятся с реальным миром. Заручился помощью Тут-и-Тама и Сильвии, чтобы спасти «похищенную драконом принцессу Скромнелию»; в результате оказалось, что Скромнелия и дракон любят друг друга, и Сэр Лучезарный хотел на самом деле похитить принцессу, так как считал, что она должна выйти замуж только за него. Мечтает отомстить Тут-и-Таму за крушение своих планов.
- Злой бутерброд Дрожжевик (англ. Sourdough the Evil Sandwich) — изначально представал в облике древней, тысячелетней королевы Энтозоа, которая объявила, что передаст все своё могущество величайшему из злодеев в Галактике. На самом же деле под личиной королевы скрывался бесформенный демон, захвативший её тело и нуждавшийся в новом носителе на следующую тысячу лет. Ему это удалось (он вселился в Лорда Злыдня), но из-за вмешательства Тут-и-Тама демон непреднамеренно вселился в сэндвич, в котором вынужден отныне обитать. Обладает огромной космической армадой, но тактически не очень компетентен и в обличье сэндвича физически беспомощен.
- Лорд Доминатор (англ. Lord Dominator) — главная антагонистка второго сезона, впервые появившаяся в титрах серии «Ковбой» (англ. The Riders) (21-я серия 1-го сезона). Чрезвычайно компетентная, целеустремленная и крайне опасная злодейка, использующая высокие технологии на основе магмы и огромные армии роботов для уничтожения Галактики. Редко действует самостоятельно, предпочитая оперировать с борта своего огромного флагмана, внешне напоминающего тёмно-красный Звёздный разрушитель и совмещающего функции боевого корабля и мобильной фабрики (в финальной серии корабль был уничтожен). Скрывает свою женскую (по характеру очень похожа на подростка) натуру под плазменным костюмом, очень похожим на Лорда Злыдня. Как и Злыдень, обладает массой всяких способностей. Её способности: управление магмой, лазерное зрение, левитация, пирокинез. В серии «Цветок» показано, что у неё аллергия на цветы. В неё влюбился Лорд Злыдень, но тёплые чувства не были взаимны. В последней серии 2-го сезона её империя была уничтожена Лордом Злыднем, а сама была спасена Тут-и-Тамом (последний надеялся, что она исправится). Но она не изменилась, наговорила кучу гадостей и покинула Галактику, забрав апельсин из корзины Тут-и-Тама.
- Доминатор-боты (англ. Dominator-Bots) — солдаты Лорда Доминатора, универсальные роботы. Уничтожены в конце 2-го сезона.
- Доктор Сбрендил Джонс (англ. Dr. Screwball Jones) — безумный бананообразный учёный из второго сезона, желающий заставить всех вокруг быть счастливыми против их собственной воли. Появляется впервые в серии «Тут-и-Мен». Из-за его дурашливого вида и повадок окружающие часто недооценивают угрозу, исходящую от доктора Джонса; однако Тут-и-Там, ранее уже сталкивавшийся с Джонсом, считает его самым опасным злодеем во вселенной. Пародия на Джокера. Сам же он злодеем себя не считает и думает, что они с Тут-и-Тамом преследуют общие цели, однако его метод сделать всех счастливыми больше похож на жестокую, безумную пытку (бесконечная щекотка, способная довести до слёз даже Лорда Злыдня).
- Чёрный Куб (англ. The Black Cube) — бывший антагонист 1 и 2 сезонов. Первое появление — «Вечер сюрпризов» (1 сезон, 11 серия). Очень раздражителен, раним и вспыльчив. Главная способность — вытягивание душ из существ и людей. Был плохим из-за такого же отношения к себе и считался изгоем, однако стал хорошим благодаря Тут-и-Таму. Помог вместе с другими одолеть Доминатора.

## Озвучивания

### Оригинал
| Актёр (актриса)       | Персонаж                                                                                      |
| Джек Макбрайер        | Тут-и-Там                                                                                     |
| Эйприлл Уинчелл       | Сильвия                                                                                       |
| Кит Фергюсон          | Лорд Злыдень, некоторые дозоры, Мэндрик Молодушный и другие                                   |
| Том Кенни             | Командующий Гляделкинс, Король Бинглборп                                                      |
| Сэм Ригел             | Император Круто и другие                                                                      |
| Кевин Майкл Ричардсон | Папа Рок, Глен                                                                                |
| Азиз Ансари           | Уэстли                                                                                        |
| Тара Стронг           | Бизза                                                                                         |
| Дженнифер Хейл        | Принцесса Скромнелия, Эмили Рипов                                                             |
| Джеймс Марсден        | Сэр Брэд Лучезарный                                                                           |
| Стивен Блум           | Генерал Произвол                                                                              |
| Ноэль Кристи Уэллс    | Лорд Доминатор, Стэйси и другие                                                               |
| Фред Таташор          | Капитан Тим, Чудовище, Король Дрэйкор, Тракс, Крагтар, Лорд Доминатор (в маскировке) и другие |
| Билл Фагербакки       | Принц Кашемир                                                                                 |
| Пётр Майкл            | Великий Хаос, Мисс Мёртл                                                                      |
| Майкл Кронер          | Чед Лучезарный (кузен Брэда Лучезарного)                                                      |
| Джон Хэмм             | Мультяшный Лорд Злыдень                                                                       |
| Эдди Дизен            | Мультяшный Гляделкинс                                                                         |
| Странный Эл Янкович   | Доктор Сбрендил Джонс                                                                         |
| Сэнди Мартин          | Дороти                                                                                        |
| Брайан Коллен         | Гил                                                                                           |
| Роб Риггл             | Билл                                                                                          |
| Кен Марино            | Фил                                                                                           |
| Лорейн Ньюмен         | Бабуля                                                                                        |
| Сабрина Карпентер     | Мелоди                                                                                        |
| Блэк Бертренд         | Джемми                                                                                        |
| Коннор Уайз           | Хэнк                                                                                          |
| Лайонс Матиас         | Дэвид                                                                                         |

## Сезоны
| Сезон | Эпизоды | Серии | Первая дата выхода | Последняя дата выхода |
| 1     | 21      | 39    | 16 августа, 2013   | 4 декабря, 2014       |
| 2     | 22      | 40    | 5 августа, 2015    | 27 июня, 2016         |

## Эпизоды

### Первый сезон (2013—2014)
| Номер | Название                                  | Автор(ы) сценария                                          | Дата показа(в США) | Дата показа(в России)[значимость факта?] |
| ----- | ----------------------------------------- | ---------------------------------------------------------- | ------------------ | ---------------------------------------- |
| 1     | «Покоритель»                              | Крейг МакКракен и Бен Джозеф                               | 16 августа 2013    | 26 сентября 2014                         |
| 1     | «Яйцо»                                    | Лоурен Фауст и Крейг МакКракен                             | 16 августа 2013    | 26 сентября 2014                         |
| 2     | «Пикник»                                  | Бен Джозеф                                                 | 13 сентября 2013   | 26 сентября 2014                         |
| 2     | «Беглецы»                                 | Лоурен Фауст и Джоанна Стин                                | 20 сентября 2013   | 26 сентября 2014                         |
| 3     | «Доброе дело»                             | Тим МакКеон                                                | 27 сентября 2013   | 3 октября 2014                           |
| 3     | «Пленник»                                 | Лоурен Фауст и Грег Вайт                                   | 11 октября 2013    | 3 октября 2014                           |
| 4     | «Питомец»                                 | Бен Джозеф и Грег Вайт                                     | 4 октября 2013     | 3 октября 2014                           |
| 5     | «Негодяй»                                 | Бен Джозеф                                                 | 18 октября 2013    | 10 октября 2014                          |
| 5     | «Тролль»                                  | Лоурен Фауст и Грег Вайт                                   | 1 ноября 2013      | 10 октября 2014                          |
| 6     | «Посылка»                                 | Тим МакКеон                                                | 15 ноября 2013     | 10 октября 2014                          |
| 6     | «Шляпа»                                   | Лоурен Фауст и Джоанна Стин                                | 22 ноября 2013     | 10 октября 2014                          |
| 7     | «Маленький воин»                          | Лоурен Фауст и Бен Джозеф                                  | 6 декабря 2013     | 17 октября 2014                          |
| 8     | «Охотники»                                | Мэтт Чапман                                                | 24 января 2014     | 17 октября 2014                          |
| 8     | «Мяч»                                     | Бен Джозеф                                                 | 10 января 2014     | 17 октября 2014                          |
| 9     | «Герой»                                   | Бен Джозеф                                                 | 31 марта 2014      | 24 октября 2014                          |
| 9     | «Именинник»                               | Бен Джозеф                                                 | 31 марта 2014      | 24 октября 2014                          |
| 10    | «Славный малый»                           | Бен Джозеф                                                 | 10 июня 2014       | 24 октября 2014                          |
| 10    | «Часовая бомба»                           | Мэтт Чапман                                                | 10 июня 2014       | 24 октября 2014                          |
| 11    | «Вечер сюрпризов»                         | Тим МакКеон                                                | 24 июня 2014       | 31 октября 2014                          |
| 11    | «Туристка»                                | Джоанна Стин                                               | 11 июня 2014       | 31 октября 2014                          |
| 12    | «День»                                    | Бен Джозеф                                                 | 16 июня 2014       | 7 февраля 2015                           |
| 12    | «Ночь»                                    | Бен Джозеф                                                 | 16 июня 2014       | 7 февраля 2015                           |
| 13    | «Одинокая планета»                        | Джоанна Стин                                               | 17 июня 2014       | 7 февраля 2015                           |
| 13    | «Мозговой штурм»                          | Бен Джозеф                                                 | 17 июня 2014       | 7 февраля 2015                           |
| 14    | «Заядлый тусовщик»                        | Тим МакКеон                                                | 19 июля 2014       | 14 февраля 2015                          |
| 14    | «Ребёнок»                                 | Джоанна Стин                                               | 23 июня 2014       | 14 февраля 2015                          |
| 15    | «Героический подвиг вселенского масштаба» | Франциско Ангонес и Эми Хиггинс                            | 30 июня 2014       | 14 февраля 2015                          |
| 15    | «Пустота»                                 | Бен Джозеф                                                 | 30 июня 2014       | 14 февраля 2015                          |
| 16    | «Хандра»                                  | Дэрик Бачмэн и Бен Джозеф                                  | 25 ноября 2014     | 21 февраля 2015                          |
| 16    | «Враги»                                   | Бен Джозеф                                                 | 25 ноября 2014     | 21 февраля 2015                          |
| 17    | «Ложь»                                    | Майк Чапман, Франциско Ангонес, Эми Хиггинс и Лоурен Фауст | 7 ноября 2014      | 21 февраля 2015                          |
| 17    | «Сирота»                                  | Бен Джозеф и Джоанна Стин                                  | 7 ноября 2014      | 21 февраля 2015                          |
| 18    | «Ужин»                                    | Франциско Ангонес и Эми Хиггинс                            | 17 октября 2014    | 28 февраля 2015                          |
| 18    | «Друзья»                                  | Бен Джозеф и Рин Воллс                                     | 17 октября 2014    | 28 февраля 2015                          |
| 19    | «Подарок 2: Одаривание»                   | Франциско Ангонес и Эми Хиггинс                            | 4 октября 2014     | 10 января 2015                           |
| 19    | «Подарок»                                 | Франциско Ангонес и Эми Хиггинс                            | 4 декабря 2014     | 10 января 2015                           |
| 20    | «При деле»                                | Эрик Роджерс                                               | 14 ноября 2014     | 7 марта 2015                             |
| 20    | «Помощник»                                | Аарон Спрингер                                             | 14 ноября 2014     | 7 марта 2015                             |
| 21    | «Ковбой»                                  | Франциско Ангонес, Эми Хиггинс и Бен Джозеф                | 20 ноября 2014     | 7 марта 2015                             |

### Второй сезон (2015—2016)
| Номер  | Название                        | Автор(ы) сценария                                            | Дата показа(в США) | Дата показа(в России)[значимость факта?] |
| ------ | ------------------------------- | ------------------------------------------------------------ | ------------------ | ---------------------------------------- |
| 22(1)  | «Злее Злыдня»                   | Бен Джозеф, Крейг МакКракен, Франциско Ангонес и Эми Хиггинс | 5 августа 2015     | 16 марта 2016                            |
| 23(2)  | «Особенный день»                | Бен Джозеф                                                   | 10 августа 2015    | 23 марта 2016                            |
| 23(2)  | «Завтрак»                       | Эми Хиггинс и Крейг МакКракен                                | 10 августа 2015    | 23 марта 2016                            |
| 24(3)  | «Экстренный контакт»            | Франциско Ангонес                                            | 17 августа 2015    | 30 марта 2016                            |
| 24(3)  | «Тут-И-Мен»                     | Франциско Ангонес                                            | 17 августа 2015    | 30 марта 2016                            |
| 25(4)  | «Тут-И-Тамы»                    | Скотт Питерсон и Крейг МакКракен                             | 31 августа 2015    | 6 апреля 2016                            |
| 25(4)  | «Уволен»                        | Майк Янк                                                     | 31 августа 2015    | 6 апреля 2016                            |
| 26(5)  | «Шарики за ролики»              | Эми Хиггинс и Крейг МакКракен                                | 28 сентября 2015   | 12 апреля 2016                           |
| 26(5)  | «Ты водишь»                     | Франциско Ангонес                                            | 28 сентября 2015   | 12 апреля 2016                           |
| 27(6)  | «Классный парень»               | Тодд Кейси                                                   | 5 октября 2015     | 20 апреля 2016                           |
| 27(6)  | «Лапочка»                       | Ноэль Стивенсон                                              | 5 октября 2015     | 20 апреля 2016                           |
| 28(7)  | «Вечеринка»                     | Нэйт Федерман и Крейг МакКракен                              | 19 октября 2015    | 27 апреля 2016                           |
| 28(7)  | «Хороший плохой парень»         | Тодд Кейси                                                   | 19 октября 2015    | 27 апреля 2016                           |
| 29(8)  | «Грандиозное сражение»          | Франциско Ангонес и Эми Хиггинс                              | 26 октября 2015    | 4 мая 2016                               |
| 30(9)  | «Купидон»                       | Эми Хиггинс                                                  | 9 ноября 2015      | 11 мая 2016                              |
| 30(9)  | «Новая игрушка»                 | Бен Джозеф                                                   | 9 ноября 2015      | 11 мая 2016                              |
| 31(10) | «Чёрный куб»                    | Франциско Ангонес                                            | 16 ноября 2015     | 18 мая 2016                              |
| 31(10) | «Корабль-череп: взгляд изнутри» | Тодд Кейси                                                   | 16 ноября 2015     | 18 мая 2016                              |
| 32(11) | «Секретная планета»             | Ноэль Стивенсон                                              | 25 января 2016     | 25 мая 2016                              |
| 32(11) | «Бездумный Шляпник»             | Сэм Ригель                                                   | 25 января 2016     | 25 мая 2016                              |
| 33(12) | «Дырка от бублика»              | Тодд Кейси                                                   | 1 февраля 2016     | 1 июня 2016                              |
| 33(12) | «Саботажники»                   | Тодд Кейси                                                   | 1 февраля 2016     | 1 июня 2016                              |
| 34(13) | «Мультфильм»                    | Бен Джозеф                                                   | 8 февраля 2016     | 5 сентября 2016                          |
| 34(13) | «Бот»                           | Ноэль Стивенсон                                              | 8 февраля 2016     | 5 сентября 2016                          |
| 35(14) | «Семейные узы»                  | Эми Хиггинс                                                  | 22 февраля 2016    | 7 ноября 2016                            |
| 35(14) | «Соперник»                      | Ноэль Стивенсон                                              | 22 февраля 2016    | 7 ноября 2016                            |
| 36(15) | «Мой прекрасный Злыдень»        | Энди Бин, Франциско Ангонес, Крейг МакКракен и Эми Хиггинс   | 29 февраля 2016    | 19 сентября 2016                         |
| 37(16) | «Легенда»                       | Франциско Ангонес                                            | 7 марта 2016       | 12 сентября 2016                         |
| 37(16) | «Плохие соседи»                 | Сэм Ригель, Франциско Ангонес и Крейг МакКракен              | 7 марта 2016       | 12 сентября 2016                         |
| 38(17) | «Без задней мысли»              | Тодд Кейси                                                   | 4 апреля 2016      | 31 октября 2016                          |
| 38(17) | «Потерянное время»              | Рашель Вайн                                                  | 11 апреля 2016     | 31 октября 2016                          |
| 39(18) | «Лихач»                         | Эми Хиггинс, Франциско Ангонес и Крейг МакКракен             | 30 мая 2016        | 26 сентября 2016                         |
| 39(18) | «Ночной отрыв»                  | Ноэль Стивенсон                                              | 30 мая 2016        | 26 сентября 2016                         |
| 40(19) | «В поисках капитана Тима»       | Франциско Ангонес                                            | 6 июня 2016        | 3 октября 2016                           |
| 40(19) | «Мурашки по коже»               | Тодд Кейси                                                   | 6 июня 2016        | 3 октября 2016                           |
| 41(20) | «Постельный режим»              | Ноэль Стивенсон                                              | 13 июня 2016       | 10 октября 2016                          |
| 41(20) | «Парень с неба»                 | Франциско Ангонес и Эми Хиггинс                              | 13 июня 2016       | 10 октября 2016                          |
| 42(21) | «Робомехаботатрон»              | Сэм Ригель                                                   | 20 июня 2016       | 17 октября 2016                          |
| 42(21) | «Цветок»                        | Рашель Вайн                                                  | 20 июня 2016       | 17 октября 2016                          |
| 43(22) | «Конец галактики»               | Франциско Ангонес                                            | 27 июня 2016       | 24 октября 2016                          |